# Epeolus schummeli
Epeolus schummeli là một loài Hymenoptera trong họ Apidae. Loài này được Schilling mô tả khoa học năm 1849.